# Kickapoo (singel Tenacious D)
Kickapoo jest pierwszym utworem w komediowym filmie Tenacious D: The Pick of Destiny zespołu Tenacious D, również znalazł się na soundtracku z filmu oraz w programie ich trasy koncertowej z 2006 r.

## Historia
Piosenka opowiada fikcyjną historię młodego JB (Jacka Blacka), który ucieka z domu od bardzo religijnego ojca, żeby zostać gwiazdą rocka. Tak mu radzi Ronnie James Dio z plakatu, do którego JB się modli przed ucieczką.
Tenacious D zagrał Kickapoo 2 grudnia 2006 w jednym z odcinków Saturday Night Live. Aby uniknąć wulgaryzmów zamienili fuck na freak oraz cock na rock.
W utworze słychać wyraźnie wpływy innej piosenki Tenacious D – City Hall z ich pierwszej płyty